# 吉沢由起
吉沢 由起（よしざわ ゆき、1957年2月20日 - ）は日本の元女優。本名、増田 悦子。千葉県出身。東京家政学院短期大学中退。

## 来歴・人物
大学中退後、東宝現代劇付属研究所、ミュージカル・アクターズスタジオを経て、テレビドラマに出演。1978年、近藤幸彦監督の『トルコ110番 悶絶くらげ』で日活ロマンポルノに初出演。以降、一連のロマンポルノ作品や、森田芳光監督の商業映画デビュー作『の・ようなもの』（日本ヘラルド映画）などでバイプレイヤーとして活躍した。一方で、1981年には特撮シリーズ『仮面ライダースーパー1』（毎日放送）にレギュラー出演している。『俗物図鑑』のアナウンサー役では、手塚真との約3分間の二人芝居をコミカルにこなし、脚本の桂千穂に演技力を称賛されている。その後、芸能界を引退。

## 出演

### 映画
- トルコ110番 悶絶くらげ（1978年、にっかつ） - 吉沢由起 役
- 透明人間 犯せ!（1978年、にっかつ） - 女学生 役
- 修道女 濡れ縄ざんげ（1979年、にっかつ） - 多江 役
- 好色美容師 肉体の報酬（1979年、にっかつ） - 若菜真弓 役
- 肉の標的 奪う!!（1979年、にっかつ） - 森川みゆき 役
- 高校エロトピア 赤い制服（1979年、にっかつ） - 横田の母 役
- 潮吹き海女（1979年、にっかつ） - 赤羽モヨ子 役
- ズームアップ 暴行現場（1979年、にっかつ） - 川崎麻耶 役
- ホールインラブ 草むらの欲情（1979年、にっかつ） - 玲子 役
- 女高生 危険なめばえ（1980年、にっかつ）
- 新入社員 ㊙OL大奥物語（1980年、にっかつ） - 京子 役
- 女子大生 快楽あやめ寮（1980年、にっかつ） - 千恵 役
- 宇能鴻一郎の貝くらべ（1980年、にっかつ） - サチコ 役
- 元祖大四畳半大物語（1980年、にっかつ）
- ハードスキャンダル 性の漂流者（1980年、にっかつ） - 女子大生 役
- 団鬼六 薔薇地獄（1980年、にっかつ） - 折井志津子 役
- 宇能鴻一郎の修道院付属女子寮（1981年、にっかつ） - 鈴木冬子 役
- の・ようなもの（1981年、日本ヘラルド映画） - 佐世子 役
- 情婦はセーラー服（1981年、にっかつ） - チーコ
- 女高生偽日記（1981年、にっかつ） - 吉原由紀 役
- 女新入社員 5時から9時まで（1982年、にっかつ） - 柏原まり 役
- ドキュメントポルノ 屋台売春（1982年、にっかつ）
- 宇能鴻一郎の人妻いじめ（1982年、にっかつ） - 志茂野昭子
- 未亡人アパート 娘もよろしく（1982年、にっかつ）
- あんねの子守歌（1982年、にっかつ） - チサ子 役
- 俗物図鑑（1982年、スタジオ2000） - 街頭インタビューのアナウンサー 役
- ホテルヒメ 火照る姫（1983年、にっかつ） - 沢田由美子 役
- 宇能鴻一郎の姉妹理容師（1983年、にっかつ） - 上原のり子 役
- あんねの日記（1983年、にっかつ） - 和美 役

### テレビドラマ
- 新選組始末記 第6話「天神橋事件」（1977年、TBS）
- 七人の刑事 第39話「黒人の首」（1979年、TBS）
- 銀河テレビ小説 / 冬の虹（1979年、NHK）
- あめゆきさん（1979年、TBS）
- 雲霧仁左衛門 第9話「女盗賊の恋」（1979年、KTV） - おしげ 役
- 女のそろばん（1979年 - 1980年、ANB）
- 噂の刑事トミーとマツ 第27話「女は不良がスキなのよ!」（1980年、TBS） - ナース 役
- 土曜ワイド劇場 / 三毛猫ホームズの追跡（1980年、ANB） - 金崎沢子 役
- 新・江戸の旋風 第31話「掠奪された花嫁」（1980年、CX） - おちさ 役
- 闇を斬れ 第3話「夜伽女の怨みぶし」（1981年、KTV） - おみつ 役
- 仮面ライダースーパー1 第23話「不死身の帝王テラーマクロの正体は？」〜第46話「悪魔元帥怒る! 変身せよ鬼火! 王女!!」（1981年、MBS） - 妖怪王女 / サタンドール（声は沼波輝枝）役
- 西部警察 第73話「連続射殺魔」（1982年、ANB） - 宮田悠子 役
- ザ・サスペンス / 裂けた眠り・人妻を狙う催眠術の甘い罠（1982年、TBS）
- 時代劇スペシャル / 仕掛人・藤枝梅安 梅安流れ星（1982年、CX）
- 暁に斬る! 第17話「紅鶴はやわ肌に燃える」（1983年、KTV）
- 木曜ファミリーワイド / 松本清張の蒼い描点（1983年、CX） - 対星館従業員 役
- 火曜サスペンス劇場 / 目には目を（1983年、NTV）

### 舞台
- 忍ぶ川（1976年、東宝）